# Acanthocolpus liodorus
Acanthocolpus liodorus is een soort in de taxonomische indeling van de platwormen (Platyhelminthes). De worm is tweeslachtig en kan zowel mannelijke als vrouwelijke geslachtscellen produceren. De soort leeft in zeer vochtige omstandigheden.
De platworm behoort tot het geslacht Acanthocolpus en behoort tot de familie Acanthocolpidae. De wetenschappelijke naam van de soort werd voor het eerst geldig gepubliceerd in 1906 door Max Lühe. Dit is de typesoort van het geslacht Acanthocolpus.
Het is een parasiet die gevonden werd in de ingewanden van de wolfharing (Chirocentrus dorab) nabij de kustplaats Kalpitiya op Ceylon. De lengte is 2 tot 4 millimeter, de breedte 0,36 tot 0,6 mm.